# William Robert Brooks
William Robert Brooks (Maidstone, 11 giugno 1844 – Geneva, 3 maggio 1922) è stato un astronomo statunitense.
È ricordato in particolare per la scoperta o riscoperta di comete: le comete periodiche 12P/Pons-Brooks, 16P/Brooks e la D/1886 K1 Brooks, attualmente considerata una cometa perduta e le comete non periodiche C/1883 D1 Brooks-Swift, C/1885 R1 Brooks, C/1885 Y1 Brooks, C/1886 J1 Brooks, C/1886 H1 Brooks, C/1887 B2 Brooks, C/1888 P1 Brooks, C/1890 F1 Brooks, C/1892 Q1 Brooks, C/1892 W1 Brooks, C/1893 U1 Brooks, C/1895 W2 Brooks, C/1898 U1 Brooks, C/1900 O1 Borrelly-Brooks, C/1902 G1 Brooks, C/1904 H1 Brooks, C/1906 B1 Brooks e la C/1911 O1 Brooks, che fu ben visibile anche ad occhio nudo.

## Riconoscimenti
L'asteroide 2773 Brooks è stato così nominato in suo onore. Gli sono state assegnate la 1° (1890), la 10° (1892), la 13° (1893), la 21° (1896), la 34° (1899), la 41° (1903), la 47° (1904), la 53° (1906), la 71° (1911) Medaglia Donohoe.